# Велика сила
«Велика сила» (рос. Великая сила)  — радянський художній фільм 1950 року, знятий режисером Фрідріхом Ермлером на кіностудії «Ленфільм». Екранізація однойменної п'єси драматурга Бориса Ромашова.

## Сюжет
Фільм виступає проти «низькопоклонства перед Заходом», що виражається у схилянні перед досягненнями науки або у носінні імпортного одягу. Радянський професор Лавров — експериментатор, вчений-селекціонер, учень і послідовник І. В. Мічуріна, прихильник мічурінської агробіології і поборник теорії Т. Д. Лисенка — домагається успіху при виведенням нової породи курей високої несучості й продуктивності, легко спростовуючи «ідеалістичну» теорію спадковості західних вчених. У цьому його підтримує ЦК ВКП (б) в особі прибулого на дослідну птахоферму товариша Остроумова.

## У ролях
- Борис Бабочкін — Павло Степанович Лавров, професор, вчений-селекціонер, поборник теорії Т. Д. Лисенка
- Віктор Хохряков — Тимофій Гнатович Мілягін, директор сільськогосподарського інституту
- Галина Інютіна — Клавдія Петрівна Лаврова, дружина Лаврова, лікар
- Юрій Толубєєв — Сергій Юліанович Абуладзе, академік
- Микола Боголюбов — Олександр Миколайович Остроумов, представник ЦК ВКП (б)
- Федір Нікітін — Сергій Васильович Рубльов, академік, генетик, «гордість інституту»
- Борис Смирнов — Григорій Іванович Жуков, секретар парткому інституту
- Олександр Віолінов — Мединцев, «молодий учений, відмінно ерудований», поборник «буржуазної» генетики
- Ольга Аросєва — Олена Коробкова, співробітниця курсів підвищення кваліфікації птахівників
- Інна Кондратьєва —  Надія Михайлівна, співробітниця лабораторії
- Марія Мазун —  Любаша
- Анна Лисянська —  Євдокія Мілягіна, дружина директора інституту
- Олександра Тришко — Дарія Василівна
- Володимир Дорофєєв — Володимир Андрійович, старий рядовий лаборант, член парткому інституту
- Михайло Дубрава — Сергій Петровський, член парткому інституту і комісії вченої ради
- Петро Лобанов — Кузьма Андрійович Полосухін, птахівник з колгоспу «Вперед»
- Володимир Марьєв — Новиков, член комісії вченої ради інституту
- Герман Хованов — епізод
- Володимир Казарін — вчений з Москви (немає в титрах)

## Знімальна група
- Режисер — Фрідріх Ермлер
- Сценарист — Фрідріх Ермлер
- Оператор — Аркадій Кольцатий
- Композитор — Гавриїл Попов
- Художник — Микола Суворов